# Sông Đa N' Hong
Sông Đa N' Hong là một con sông đổ ra Sông Da R' Mang. Sông có chiều dài 49 km và diện tích lưu vực là 185 km². Sông Đa N' Hong chảy qua các tỉnh Đắk Nông, Lâm Đồng.